# Koipijärvi
Koipijärvi är en sjö i kommunen Lembois i landskapet Birkaland i Finland. Sjön ligger 110,5 meter över havet. Arean är 58 hektar och strandlinjen är 5,58 kilometer lång. Sjön  ingår i Kumo älvs huvudavrinningsområde.   Den ligger nära Tammerfors och omkring 150 km norr om Helsingfors. 